# Clematis insidiosa
Clematis insidiosa là một loài thực vật có hoa trong họ Mao lương. Loài này được Baill. mô tả khoa học đầu tiên năm 1882.